# Aristolochia sagittifolia
Aristolochia sagittifolia är en piprankeväxtart som beskrevs av Moc. & Sesse och Ramirez. Aristolochia sagittifolia ingår i släktet piprankor, och familjen piprankeväxter. Inga underarter finns listade i Catalogue of Life.